# ثلاثة أسئلة
ثلاثة أسئلة (بالإنجليزية: The Three Questions)‏ هي قصة قصيرة ورمزية ذات مغزى أخلاقي خُطّت بقلم المؤلف الروسي ليو تولستوي. نشرت لأول مرة في عام 1885 ضمن مجموعته القصصية «علام يعيش الإنسان وقصص أخرى». وهي قصة تدور أحداثها حول ملك يبحث عن إجابات لثلاثة أسئلة يعتبرها الملك أكثر الأسئلة أهميةً في الحياة.
نُقِلت القصة إلى اللغة العربية من قبل الكاتب عبد العزيز أمين الخانجي وأدرجها ضمن كتابه «بدائع الخيال» الذي احتوى على عشرة حكايات قصيرة للمؤلف الروسي ليو تولستوي.

## خلاصة الرواية
راودت الملك فكرة حول ثلاثة أشياء، إذا ما جدّ في معرفتها فإنه لن ينال أي نصيب من الإخفاق في حياته، فصاغ الملك فكرته في أسئلة ثلاثة:
- كيف يعرف الإنسان الوقت المناسب للشروع في أي عمل؟
- من هم الذين يجب الثقة بهم والاستماع إليهم أو الابتعاد عنهم؟
- كيف يتسنى له معرفة أهم الأشياء التي يشتغل بها؟

أعلن الملك أمام الملأ أنه سيكافئ من يجيبه على أسئلته الثلاثة، فتقدمت وفود من رجالات العلم والجهابذة في محاولة منهم الإجابة عن تساؤلات الملك إلا إنهم أتوا بإجابات مختلفة لم تشبع فضوله. اتخذ الملك حينها قراراً أن يستقي من حكمة أحد النسَّاك الحكماء والذي كان يقطن في قرية قريبة.
كان من عادة الناسك أن يخالط فقط عامة الناس، وبطبيعة الحال، قرر الملك أن يرتدي رداءً ليظهر بمظهر العوام. أصدر الملك أمراً لحراسه أن يبقوا على مسافة كافية منهم بحيث يرونه ولا يسع للناسك أن يلحظهم. عندما وصل الملك إلى المكان المنشود وجد الناسك يحفر بقعة في الأرض ليبني عليها حوضاً للزهور. طرح الملك أسئلته الثلاثة إلا أن الناسك استمر في عمله دون أن يلقي بكلمة واحدة، فعرض عليه الملك أن يقوم بالحفر لبرهة من الوقت. حالما فرغ الملك من دوره في الحفر طرح أسئلته على الناسك مرة أخرى. فقبل أن يجيبه، حينها ظهر رجل من ناحية الأشجار المحيطة بالمكان ملطخاً بدمه إثر جرح عميق أصابه في بطنه، فتولى الملك رعايته وبقيا معاً طوال تلك الليلة في كوخ الناسك.
في اليوم التالي، بدى الرجل في حال أفضل من ذي قبل غير أنه كان مرتاباً من الرعاية التي تلقّاها. أقرّ الرجل بمعرفته بالملك الذي قام بإعدام أخيه وسلب ملكيته، واعترف أنه كان قادماً ليقتل الملك لولا الطعنة التي تلقاها من قبل حرّاسه. بعد ذلك، تعهّد الرجل بالولاء للملك وخرج في سبيله. طلب الملك من الناسك أن يجيب على أسئلته مرة أخرى فأجابه الناسك أن أسئلته قد اُجيبت، فالوقت المناسب للشروع في أي عمل هو الآن وأنَّ قوتنا تكمن في عمل أي شيء في اللحظة الراهنة، والأحقّ بأن تثق به وتستمع إليه من هو معك كائناً من كان. وأنَّ أهم شيء ينبغي على الإنسان معرفته ليشتغل به هو فعل الخير لمن هو معه كائناً من كان.